# Мера според мера (1988)
 Тази статия е за седемсерийния филм.  За трисерийния вариант на филма вижте Мера според мера (1981).  
„Мера според мера“ е български 7-сериен телевизионен игрален филм (исторически, драма) от 1988 година.
Това е разширената версия на едноименния трисериен филм от 1981 г. със същия творчески екип: режисьор Георги Дюлгеров, сценаристи Руси Чанев и Георги Дюлгеров, оператор Радослав Спасов, композитор Божидар Петков, художник Георги Тодоров-Жози.
По мотиви от книгата „Литургия за Илинден“ на Свобода Бъчварова.
В сериала са използвани сцени с участието на актьора Григор Вачков, починал по време на заснемането на филма през 1980 г.

## Серии
- 1. серия – „Пролетта на 1901“ – 93 минути
- 2. серия – „1901 – 1902“ – 88 минути
- 3. серия – „Пролетта на 1903“ – 69 минути
- 4. серия – „Лятото на 1903“ – 88 минути
- 5. серия – „1906 – 1908“ – 83 минути
- 6. серия – „1908 – 1910“ – 62 минути
- 7. серия – „1910 – 1915“ – 69 минути [1].

## Състав

### Актьорски състав
| Изпълнител                              | Роля                                                                          |
| --------------------------------------- | ----------------------------------------------------------------------------- |
| Руси Чанев                              | Дилбер Танас (в 7 серии: от I до VII вкл.)                                    |
| Стефан Мавродиев                        | войводата Христо Чернопеев (в 7 серии: от I до VII вкл.)                      |
| Цветана Манева                          | Тъша, Бела Ица (в 1 серия: I)                                                 |
| Григор Вачков                           | Апостол Петков (Постол войвода) - Ениджевардарското сонце (в 2 серии: I и IV) |
| Жана Караиванова                        | Станка, дъщерята на Христо Чернопеев (в 3 серии: I, VI и VII)                 |
| Димитър Буйнозов                        | Гоце Делчев (в 2 серии: I и III)                                              |
| Иван Бабев                              | Щерьо Влаха (в 1 серия: I)                                                    |
| Мартина Вачкова                         | Лимбийка (в 1 серия: I)                                                       |
| Гордън Логан                            | Сониксен (в 1 серия: I)                                                       |
| Илиан Балинов                           | Ицо Джорлев (в 4 серии: I, IV, V и VI)                                        |
| Марио Кръстев                           | Божил Балтов (в 4 серии: I, II, III и V)                                      |
| Людмил Тодоров                          | Георги Мучитано Касапчето (в 5 серии: I, IV, V, VI, VII)                      |
| Богдан Глишев                           | Яне Сандански (в 6 серии: от II до VII вкл.)                                  |
| Румена Трифонова                        | Екатерина Цилка (в 1 серия: II)                                               |
| Кристин Бартлет (като Кристин Барталет) | мис Елън Стоун (в 1 серия: II)                                                |
| Владимир Йочев                          | Кръстьо Асенов (в 3 серии: II, III и IV)                                      |
| Вълчо Камарашев                         | Дикенсън (в 1 серия: II)                                                      |
| Владимир Дончев                         | Александър Илиев (в 1 серия: II)                                              |
| Стефан Стефанов                         | Христо Силянов (в 2 серии: III и IV)                                          |
| Йордан Алексиев                         | Михаил Чаков (в 1 серия: III)                                                 |
| Георги Тодоров                          | попот Кочо (в 4 серии: III, IV, V и VII)                                      |
| Маргарита Карамитева                    | учителката Аника Малешевска (в 2 серии: III и IV)                             |
| Борис Луканов                           | Гьорче Петров (в 2 серии: III и IV)                                           |
| Иван Черкелов                           | Васил Чонголот Пуфката (в 4 серии: IV, V, VI и VII)                           |
| Милена Андонова                         | учителката Миро (в 2 серии: IV и VI)                                          |
| Георги Бахчеванов                       | Гоне Бегинин (в 1 серия: IV)                                                  |
| Димитър Луканов                         | Мито Кьоравуту (в 1 серия: IV)                                                |
| Емил Велчев                             | Аргир Манасиев (в 1 серия: IV)                                                |
| Светослав Овчаров                       | Тома Кронов (в 4 серии: IV, V, VI и VII)                                      |
| Катя Иванова                            | Слава (в 3 серии: V, VI, VII)                                                 |
| Венцислав Кисьов                        | младотурският офицер Нафъз ефенди (в 3 серии: V, VI и VII)                    |
| Ивайло Христов                          | Гьорче и Димитрис, братята близнаци (в 1 серия: V)                            |
| Добра Балинова                          | майката на Танас (в 1 серия: V)                                               |
| Николай Иванчев                         | гръцкият даскал (в 1 серия: V)                                                |
| Ризо Манчев                             | Никола Голакот (в 1 серия: V)                                                 |
| Владимир Георгиев                       | Ристето (в 1 серия: V)                                                        |
| В епизодите                             |                                                                               |
| Пламен Сомов                            | комита (в 3 серии: I, II и III)                                               |
| Велин Велинов                           | (в 3 серии: I, II и III)                                                      |
| Владимир Давчев                         | комита на Постол войвода (в 1 серия: I)                                       |
| Крикор Хугасян                          | шпионинът (в 2 серии: I и III)                                                |
| Любен Мунин                             | (в 1 серия: I)                                                                |
| Митко Киров                             | (в 5 серии: I, II, III, V и VI)                                               |
| Стефан Войнов                           | комита на Сандански (в 2 серии: I, II)                                        |
| Красимир Манчев                         | (в 1 серия: I)                                                                |
| Григор Толев                            | комита на Сандански (в 1 серия: II)                                           |
| Данаил Райков                           | (в 1 серия: II)                                                               |
| Васил Боянов                            | (в 3 серии: II, III и IV)                                                     |
| Христо Йорданов                         | (в 2 серии: II и VI)                                                          |
| Тодор Панайотов                         | (в 1 серия: II)                                                               |
| Спас Андреев                            | (в 1 серия: II)                                                               |
| Дойчин Йондов                           | (в 1 серия: II)                                                               |
| Калина Палазова                         | (в 1 серия: II)                                                               |
| Антон Антонов                           | възторжен четник (в 1 серия: III)                                             |
| Орлин Орошаков                          | (в 1 серия: III)                                                              |
| Ангел Геров                             | (в 1 серия: III)                                                              |
| Илия Ейков                              | (в 1 серия: III)                                                              |
| Малина Петрова                          | лека жена (в 1 серия: III)                                                    |
| Искра Йосифова                          | лека жена (в 1 серия: III)                                                    |
| Иван Павлов                             | придружител на леки жени (в 1 серия: III)                                     |
| Панайот Панайотов                       | (в 1 серия: III)                                                              |
| Михаил Мелтев                           | (в 1 серия: III)                                                              |
| Никола Вълчев                           | (в 3 серии: IV, V, VII)                                                       |
| Валентин Недялков                       | (в 1 серия: IV)                                                               |
| Владимир Андреев                        | четник на Дилбер Танас (в 3 серии: IV, V и VI)                                |
| Христо Александров                      | селянин (в 1 серия: IV)                                                       |
| Крум Крумов                             | старият фирар (в 1 серия: IV)                                                 |
| Васил Каменов                           | изпадналият четник (в 3 серии: IV, V и VI)                                    |
| Димитър Димитров                        | (в 1 серия: IV)                                                               |
| Иглика Обрешкова                        | жената на Димитрис (в 1 серия: V)                                             |
| Парсех Шубаралян                        | (в 2 серии: V и VI)                                                           |
| Владимир Станков                        | (в 1 серия: VI)                                                               |
| Руси Люцканов                           | офицер на султана (в 1 серия: VI)                                             |
| Хикмет Реджов                           | (в 1 серия: VI)                                                               |
| Росица Вълканова                        | учителка (не е посочена в надписите на филма)                                 |
| Христо Димитров-Хиндо                   | комита (не е посочен в надписите на филма)                                    |
| Христофор Калоянов                      | комита (не е посочен в надписите на филма)                                    |
| Петър Горанов                           | прорицателят в съня на Танас (не е посочен в надписите на филма)              |
| Иво Фурнаджиев                          | мъжът на Бела Ица (не е посочен в надписите на филма)                         |
| Децата                                  |                                                                               |
| Катя Ашмакова                           | (в 1 серия: IV)                                                               |
| Щеряна Цветкова                         | (в 1 серия: IV)                                                               |
| Елица Дюлгерова                         | детето Марианти (в 1 серия: IV)                                               |
| Венета Ганчева                          | (в 1 серия: IV)                                                               |
| София Халачева                          | (в 1 серия: IV)                                                               |
| Асен Черкелов                           | (в 1 серия: IV)                                                               |
| Димитър Панайотов                       | (в 1 серия: IV)                                                               |
| Огнян Влахов                            | (в 1 серия: IV)                                                               |
| Кирил Каракашев                         | (в 1 серия: IV)                                                               |
| Петър Караангелов                       | (в 1 серия: IV)                                                               |
| Иван Кирилов                            | (в 1 серия: IV)                                                               |
| Ивайло Георгиев                         | (в 1 серия: IV)                                                               |

### Творчески и технически екип
| Режисьор                              | Георги Дюлгеров                                                                                                |
| Сценаристи                            | Руси Чанев Георги Дюлгеров По книгата „Литургия за Илинден“ на Свобода Бъчварова                               |
| Оператор                              | Радослав Спасов                                                                                                |
| Художник                              | Георги Тодоров                                                                                                 |
| Костюми                               | Мария Сотирова                                                                                                 |
| Музика                                | Божидар Петков                                                                                                 |
| Звук                                  | Михаил Каридов                                                                                                 |
| Редактори                             | Цветана Коларова Никола Петров                                                                                 |
| Монтаж                                | Николина Момчилова Христина Милева                                                                             |
| Директор                              | Кирил Кирилов                                                                                                  |
| Втори режисьори                       | Крикор Хугасян Цветана Аврамова                                                                                |
| Втори оператор                        | Иво Фурнаджиев                                                                                                 |
| Втори художници                       | Дориана Кебеджиева Антон Антонов Иван Андреев                                                                  |
| Асистент-режисьори                    | Мария Атанасова Владимир Андреев Вася Панова                                                                   |
| Асистент-оператори                    | Христо Александров Христофор Калоянов Владимир Станков Илиан Балинов                                           |
| Стажанти по режисура                  | Иглика Обрешкова Милена Андонова Росица Вълканова Иван Черкелов Людмил Тодоров Марио Кръстев Светослав Овчаров |
| Комбинирани снимки                    | Елена Кирилова                                                                                                 |
| Цветен четец                          | Евгения Якимова                                                                                                |
| Грим                                  | Михаил Фердинандов Снежана Мерджанова Иванка Горшинина                                                         |
| Гардероб                              | Ани Качулева Катя Бакалова Лиляна Георгиева Татяна Стоева                                                      |
| Реквизит                              | Васил Боянов Георги Русинов Емил Тинчев                                                                        |
| Тонтехници                            | Крум Крумов Николай Иванчев                                                                                    |
| Пиротехника                           | Дойчин Йондов                                                                                                  |
| Оръжейник                             | Станислав Йорданов                                                                                             |
| Фотограф                              | Парсех Шубаралян                                                                                               |
| Осветление                            | Васил Каменов                                                                                                  |
| Организатори                          | Руси Люцканов Видю Пенев Стефан Дончев                                                                         |
| Литературен консултант                | Тончо Жечев |
| Консултанти по езика                  | Благой Шклифов Иван Бабев                                                                                      |
| Консултант по оръжие и военни костюми | Христо Дерменджиев                                                                                             |
| Консултант по турски език             | Юли Хаджиев (в серии: I, II, V) Юнал Лютфи (като Юнал Лютвиев; в серии: III, IV, VI, VII)                      |
| Ръководител на каскадьорска група     | Валентин Недялков                                                                                              |
| Distributed by                        | Българската национална телевизия Студия за игрални филми „БОЯНА“ /Copyright © 1980 – 1988/                     |